# Омаха (покер)
«Омаха» или «Омаха холдем» (англ. Omaha, Omaha hold 'em) — один из самых популярных видов покера. В отличие от семикарточного «техасского холдема», эта игра — 9-карточная. Правила этих двух видов очень похожи. Но и имеют отличия: в «Омахе» игрокам сдают 4 закрытые карты, но финальная покерная комбинация всё-таки состоит из пяти карт: в точности из 2 закрытых и 3 открытых.

## Ход игры
Игра проходит следующим образом:
- Блайнды. Перед началом игры сидящие слева от дилера игроки ставят блайнды, сначала малый блайнд, а слева от него — большой блайнд. Блайнды ставятся для того, чтобы обеспечить начальный банк.
- Пре-флоп. Игрокам раздается по 4 закрытые карты. Первый игрок, который начинает первый раунд торговли — стрелок. Он сидит слева от большого блайнда.
- Флоп. После пре-флопа на стол выкладываются три общие карты. Затем снова следует круг торговли.
- Терн. Затем выкладывается четвёртая общая карта и снова круг торговли.
- Ривер. И наконец, на стол выкладывается пятая общая карта. Следует последний круг торгов и если на ривере все ставки уравнялись, то карты вскрываются и выясняется сильнейшая пяти карточная комбинация, при этом в отличие от техасского холдема для составления покерной комбинации игрок обязан использовать две карты с руки и три карты со стола.

Если несколько игроков имеют одинаковые выигрышные комбинации — банк делится поровну.
Во время кругов торговли (префлоп, флоп, терн и ривер) покеристы могут делать следующие действия:
- Бет (bet) – первая ставка.
- Колл (call) – поддержать предыдущую ставку.
- Рейз (raise) – повысить ставку.
- Чек (check) – пропуск хода, но не выход из игры. Допустим только в том случае, если до этого ставки в круге торговли еще не было.
- Фолд (fold) — сброс карт и выход из игры.

## Разновидности Омахи
Существуют три основные разновидности омахи:
- лимит — ставки лимитированы.
- пот-лимит — максимальная ставка ограничена размерами банка; эта разновидность самая частая
- ноу-лимит (безлимитный) покер — максимальная ставка ограничена размером стека игрока.

## Омаха Хай-Лоу/8 или лучше
В Омаха Хай-Лоу каждый игрок должен собрать самую сильную и самую слабую комбинацию, при этом в слабой комбинации не учитываются стриты и флэши, а туз считается за самую слабую карту. Банк делится на две равных части, хай банк выигрывает игрок, собравший самую сильную комбинацию, а лоу банк выигрывает игрок с самой слабой комбинацией, при этом для лоу комбинации действует правило «8 или лучше», чтобы претендовать на выигрыш лоу-банка, у него должна быть комбинация из неспаренных карт не старше восьмёрки, таким образом худшая лоу-комбинация это 8-7-6-5-4, а лучшая 5-4-3-2-A. Если ни один из игроков не собрал лоу-комбинацию, то весь банк забирает игрок с самой сильной комбинацией.

## 5-карточная Омаха
Существует также модификация классической Омахи, где игрок получает на руки не 4, а 5 закрытых карт. В остальном течение игры ничем не отличается.

## 6-карточная Омаха
По большому счету она не сильно отличаются от традиционной. Единственное исключение – участники получают не по четыре, а по шесть закрытых карт. Во всем остальном никаких изменений. Для формирования комбинаций игроки используют две карты из числа карманных и три карты из числа общих на борде. Иерархия комбинаций традиционная.

## Куршевель
Courchevel poker является, в свою очередь, разновидностью 5-карточной Омахи. Отличие состоит в том, что на префлопе игрокам сдается 5 карт в закрытую и 1 карта в центр стола. После круга торговли на флоп выкладывают еще 2 общие карты.

## Оклахома
Разновидность Омахи, которая появилась только в 2010 году. Тогда же и прошли первые официальные турниры по этой покерной дисциплине.
Правила Оклахомы сильно похожи на правила обычной Омахи, но с одним важным изменением. Префлоп проходит как обычно: игроки получают карты и участвуют в торгах. Но после флопа и терна покеристы, которые остаются в игре, должны сбросить по одной карте. Таким образом у каждого игрока за столом остается по две карманные карты, которые обязательно должны присутствовать в победной комбинации.